# Honda Indy 200 de 2010
O Honda Indy 200 de 2010 foi a décima-segunda corrida da temporada de 2010 da IndyCar Series. A corrida foi disputada no dia 8 de agosto no Mid-Ohio Sports Car Course, localizado na cidade de Lexington, Ohio. O vencedor foi o escocês Dario Franchitti, da equipe Chip Ganassi Racing.

## Pilotos e Equipes
No total 27 carros foram inscritos para corrida.
| Nº | Piloto                  | Equipe                     | Chassis | Motor | Pneu |
| -- | ----------------------- | -------------------------- | ------- | ----- | ---- |
| 2  | Raphael Matos           | de Ferran Dragon Racing    | Dallara | Honda | F    |
| 3  | Hélio Castroneves       | Team Penske                | Dallara | Honda | F    |
| 4  | Dan Wheldon             | Panther Racing             | Dallara | Honda | F    |
| 5  | Takuma Sato (R)         | KV Racing Technology       | Dallara | Honda | F    |
| 6  | Ryan Briscoe            | Team Penske                | Dallara | Honda | F    |
| 7  | Danica Patrick          | Andretti Autosport         | Dallara | Honda | F    |
| 8  | E. J. Viso              | KV Racing Technology       | Dallara | Honda | F    |
| 9  | Scott Dixon             | Chip Ganassi Racing        | Dallara | Honda | F    |
| 10 | Dario Franchitti        | Chip Ganassi Racing        | Dallara | Honda | F    |
| 11 | Tony Kanaan             | Andretti Autosport         | Dallara | Honda | F    |
| 12 | Will Power              | Team Penske                | Dallara | Honda | F    |
| 14 | Vitor Meira             | A. J. Foyt Enterprises     | Dallara | Honda | F    |
| 18 | Milka Duno              | Dale Coyne Racing          | Dallara | Honda | F    |
| 19 | Alex Lloyd (R)          | Dale Coyne Racing          | Dallara | Honda | F    |
| 22 | Justin Wilson           | Dreyer & Reinbold Racing   | Dallara | Honda | F    |
| 24 | J. R. Hildebrand (R)    | Dreyer & Reinbold Racing   | Dallara | Honda | F    |
| 26 | Marco Andretti          | Andretti Autosport         | Dallara | Honda | F    |
| 27 | Adam Carroll            | Andretti Autosport         | Dallara | Honda | F    |
| 32 | Mario Moraes            | KV Racing Technology       | Dallara | Honda | F    |
| 34 | Francesco Dracone (R)   | Conquest Racing            | Dallara | Honda | F    |
| 36 | Bertrand Baguette (R)   | Conquest Racing            | Dallara | Honda | F    |
| 37 | Ryan Hunter-Reay        | Andretti Autosport         | Dallara | Honda | F    |
| 66 | Jay Howard              | Sarah Fisher Racing        | Dallara | Honda | F    |
| 77 | Alex Tagliani           | FAZZT Race Team            | Dallara | Honda | F    |
| 78 | Simona de Silvestro (R) | HVM Racing                 | Dallara | Honda | F    |
| 02 | Graham Rahal            | Newman/Haas/Lanigan Racing | Dallara | Honda | F    |
| 06 | Hideki Mutoh            | Newman/Haas/Lanigan Racing | Dallara | Honda | F    |

- (R) - Rookie

## Resultados

### Treino classificatório
| Pos. | Nº | Piloto                  | Equipe                   | Q1        | Q1        | Q2        | Q3        |
| Pos. | Nº | Piloto                  | Equipe                   | Grupo 1   | Grupo 2   | Q2        | Q3        |
| ---- | -- | ----------------------- | ------------------------ | --------- | --------- | --------- | --------- |
| 1    | 12 | Will Power              | Team Penske              | 1:07.5823 |           | 1:07.1211 | 1:07.1997 |
| 2    | 10 | Dario Franchitti        | Chip Ganassi Racing      |           | 1:07.2318 | 1:07.1537 | 1:07.2846 |
| 3    | 5  | Takuma Sato (R)         | KV Racing Technology     | 1:07.7180 |           | 1:07.2160 | 1:07.4337 |
| 4    | 37 | Ryan Hunter-Reay        | Andretti Autosport       |           | 1:07.4494 | 1:07.3573 | 1:07.4411 |
| 5    | 9  | Scott Dixon             | Chip Ganassi Racing      |           | 1:07.5758 | 1:07.2988 | 1:07.4711 |
| 6    | 3  | Hélio Castroneves       | Team Penske              | 1:07.9822 |           | 1:07.3094 | 1:07.5370 |
| 7    | 6  | Ryan Briscoe            | Team Penske              | 1:07.7000 |           | 1:07.4687 |           |
| 8    | 8  | E. J. Viso              | KV Racing Technology     | 1:07.9435 |           | 1:07.4713 |           |
| 9    | 26 | Marco Andretti          | Andretti Autosport       | 1:07.8331 |           | 1:07.5436 |           |
| 10   | 78 | Simona de Silvestro (R) | HVM Racing               |           | 1:07.7303 | 1:07.6190 |           |
| 11   | 22 | Justin Wilson           | Dreyer & Reinbold Racing |           | 1:07.6858 | 1:07.6230 |           |
| 12   | 06 | Hideki Mutoh            | Newman/Haas Racing       |           | 1:07.7513 | 1:07.7491 |           |
| 13   | 4  | Dan Wheldon             | Panther Racing           | 1:08.2415 |           |           |           |
| 14   | 77 | Alex Tagliani           | FAZZT Race Team          |           | 1:07.7789 |           |           |
| 15   | 36 | Bertrand Baguette (R)   | Conquest Racing          | 1:08.3069 |           |           |           |
| 16   | 32 | Mario Moraes            | KV Racing Technology     |           | 1:07.7821 |           |           |
| 17   | 27 | Adam Carroll (R)        | Andretti Autosport       | 1:08.4825 |           |           |           |
| 18   | 24 | J. R. Hildebrand (R)    | Dreyer & Reinbold Racing |           | 1:07.7943 |           |           |
| 19   | 2  | Raphael Matos           | de Ferran Dragon Racing  | 1:08.5386 |           |           |           |
| 20   | 11 | Tony Kanaan             | Andretti Autosport       |           | 1:07.9321 |           |           |
| 21   | 19 | Alex Lloyd (R)          | Dale Coyne Racing        | 1:08.7818 |           |           |           |
| 22   | 7  | Danica Patrick          | Andretti Autosport       |           | 1:07.9780 |           |           |
| 23   | 34 | Francesco Dracone (R)   | Conquest Racing          | 1:11.3968 |           |           |           |
| 24   | 14 | Vitor Meira             | A. J. Foyt Enterprises   |           | 1:08.0414 |           |           |
| 25   | 02 | Graham Rahal            | Newman/Haas Racing       | 1:08.0459 |           |           |           |
| 26   | 66 | Jay Howard (R)          | Sarah Fisher Racing      |           | 1:09.5028 |           |           |
| 27   | 18 | Milka Duno              | Dale Coyne Racing        | sem tempo |           |           |           |

- (R) - Rookie

### Corrida
| Pos       | Nº | Piloto                  | Equipe                   | Voltas | Tempo        | Largada | Voltas na Liderança | Pontos |
| --------- | -- | ----------------------- | ------------------------ | ------ | ------------ | ------- | ------------------- | ------ |
| 1         | 10 | Dario Franchitti        | Chip Ganassi Racing      | 85     | 1:54:32.2568 | 2       | 29                  | 50     |
| 2         | 12 | Will Power              | Team Penske              | 85     | +0.5234      | 1       | 25                  | 41     |
| 3         | 3  | Hélio Castroneves       | Team Penske              | 85     | +4.0883      | 6       | 0                   | 35     |
| 4         | 77 | Alex Tagliani           | FAZZT Race Team          | 85     | +4.0883      | 14      | 30                  | 34     |
| 5         | 9  | Scott Dixon             | Chip Ganassi Racing      | 85     | +5.9150      | 5       | 0                   | 30     |
| 6         | 6  | Ryan Briscoe            | Team Penske              | 85     | +5.9150      | 7       | 0                   | 28     |
| 7         | 2  | Raphael Matos           | de Ferran Dragon Racing  | 85     | +6.7518      | 19      | 0                   | 26     |
| 8         | 78 | Simona de Silvestro (R) | HVM Racing               | 85     | +10.1451     | 10      | 0                   | 24     |
| 9         | 26 | Marco Andretti          | Andretti Autosport       | 85     | +10.9555     | 9       | 0                   | 22     |
| 10        | 37 | Ryan Hunter-Reay        | Andretti Autosport       | 85     | +13.2344     | 4       | 1                   | 20     |
| 11        | 36 | Bertrand Baguette (R)   | Conquest Racing          | 94     | +14.8260     | 15      | 0                   | 19     |
| 12        | 32 | Mario Moraes            | KV Racing Technology     | 85     | +16.0461     | 16      | 0                   | 18     |
| 13        | 19 | Alex Lloyd (R)          | Dale Coyne Racing        | 85     | +16.5570     | 21      | 0                   | 17     |
| 14        | 4  | Dan Wheldon             | Panther Racing           | 85     | +19.3518     | 13      | 0                   | 16     |
| 15        | 14 | Vitor Meira             | A. J. Foyt Enterprises   | 85     | +20.0782     | 24      | 0                   | 15     |
| 16        | 24 | J. R. Hildebrand (R)    | Dreyer & Reinbold Racing | 85     | +20.2169     | 18      | 0                   | 14     |
| 17        | 11 | Tony Kanaan             | Andretti Autosport       | 85     | +25.4286     | 20      | 0                   | 13     |
| 18        | 06 | Hideki Mutoh            | Newman/Haas Racing       | 85     | +26.5918     | 12      | 0                   | 12     |
| 19        | 27 | Adam Carroll (R)        | Andretti Autosport       | 85     | +27.3302     | 17      | 0                   | 12     |
| 20        | 02 | Graham Rahal            | Newman/Haas Racing       | 85     | +27.6341     | 25      | 0                   | 12     |
| 21        | 7  | Danica Patrick          | Andretti Autosport       | 85     | +28.2099     | 22      | 0                   | 12     |
| 22        | 34 | Francesco Dracone (R)   | Conquest Racing          | 82     | +3 voltas    | 23      | 0                   | 12     |
| 23        | 18 | Milka Duno              | Dale Coyne Racing        | 81     | +4 voltas    | 27      | 0                   | 12     |
| 24        | 66 | Jay Howard (R)          | Sarah Fisher Racing      | 38     | Contato      | 26      | 0                   | 12     |
| 25        | 5  | Takuma Sato (R)         | KV Racing Technology     | 28     | Contato      | 3       | 0                   | 10     |
| 26        | 8  | E. J. Viso              | KV Racing Technology     | 22     | Contato      | 8       | 0                   | 10     |
| 27        | 22 | Justin Wilson           | Dreyer & Reinbold Racing | 22     | Contato      | 11      | 0                   | 10     |
| Relatório |    |                         |                          |        |              |         |                     |        |

- (R) - Rookie

## Tabela do campeonato após a corrida
Observe que somente as dez primeiras posições estão incluídas na tabela.
| Pos | Var     | Piloto            | Pontos |
| --- | ------- | ----------------- | ------ |
| 1   | Estável | Will Power        | 461    |
| 2   | Estável | Dario Franchitti  | 420    |
| 3   | Estável | Scott Dixon       | 379    |
| 4   | Estável | Ryan Briscoe      | 352    |
| 5   | Aumento | Hélio Castroneves | 340    |

| Pos | Var     | Piloto           | Pontos |
| --- | ------- | ---------------- | ------ |
| 6   | Baixa   | Ryan Hunter-Reay | 336    |
| 7   | Estável | Tony Kanaan      | 304    |
| 8   | Aumento | Marco Andretti   | 266    |
| 9   | Baixa   | Justin Wilson    | 262    |
| 10  | Estável | Dan Wheldon      | 259    |